# Verborgene Variablen
Unter verborgenen Variablen oder verborgenen Parametern (hidden parameters) versteht man in einigen deterministischen Interpretationen der Quantenmechanik auftretende Größen, denen physikalische Realität zugesprochen wird und mit deren Hilfe der „reine“ Zufall in der nichtdeterministischen Standardinterpretation der Quantenmechanik auf deterministische Mechanismen zurückgeführt werden soll. Solche Interpretationen gehen meist mit einem philosophischen Realismus einher, so dass solche Interpretationen auch als realistische Interpretationen der Quantenmechanik bezeichnet werden.

## Details
Verborgen werden die Parameter genannt, da sie in der Standardinterpretation der Quantenmechanik nicht auftauchen und folglich auch kein Messverfahren innerhalb dieser Standardinterpretation abgeleitet werden kann. Falls sie existieren, wären sie also in der Standardinterpretation verborgen. Das heißt nicht, dass verborgene Variablen prinzipiell nicht gemessen werden können. So kann nicht prinzipiell ausgeschlossen werden, dass aus einer deterministischen Theorie mit verborgenen Parametern ein Messverfahren abgeleitet werden kann. Andererseits gibt es deterministische Theorien (wie die De-Broglie-Bohm-Theorie), von denen gezeigt werden kann, dass sie exakt die gleichen empirischen Voraussagen machen wie die nichtrelativistische Standardquantenmechanik, so dass deren verborgene Parameter prinzipiell nicht messbar sind.
Man unterscheidet zwischen Theorien mit lokalen und nichtlokalen verborgenen Variablen:
- Theorien mit lokalen verborgenen Variablen erfüllen stets die Bellsche Ungleichung, sofern sichergestellt werden kann, dass die Variablen, die das Verhalten der zu messenden Teilchen bestimmen, statistisch unabhängig von denen sind, die die Messeinstellung am jeweils anderen Detektor festlegen.[1]
- Die Quantenmechanik verletzt jedoch, in Übereinstimmung mit den Ergebnissen des nach Alain Aspect benannten Aspect-Experiments zum Einstein-Podolsky-Rosen-Paradoxon, die Bellsche Ungleichung. Daher kann es keine Beschreibung der Wirklichkeit mit lokalen verborgenen Variablen geben, wenn man nicht zudem annimmt, dass die Messgeräte in Bell-Experimenten nie unabhängig von den damit beobachteten Systemen eingestellt werden können.

Die bekannteste Theorie mit nichtlokalen Variablen ist die De-Broglie-Bohm-Theorie von Louis de Broglie und David Bohm. Sie ist eine deterministische Theorie, in der die quantenmechanische Wellenfunktion als „Führungswelle“ für unbeobachtbare Teilchenbahnen betrachtet wird. Die De-Broglie-Bohm-Theorie ist allerdings auch eine nichtrelativistische Theorie, eine befriedigende Erweiterung für den relativistischen Fall steht noch aus.

## Geschichte
Der Name verborgene Variablen stammt von John von Neumann, der in seinem Buch Die mathematischen Grundlagen der Quantenmechanik von 1932 meinte beweisen zu können, dass solche Theorien mathematisch ausgeschlossen werden können. Kritik daran äußerte schon 1935 die Philosophin und Physikerin Grete Hermann (damals fast völlig ignoriert) und mit erheblich mehr Aufmerksamkeit John Stewart Bell 1966.